# Sân bay Obando
Sân bay Obando (IATA: PDA, ICAO: SKPD) là một sân bay tọa lạc ở Puerto Inírida, Colombia.

## Các hãng hàng không và tuyến bay
- SATENA (Bogotá, Villavicencio)